# Ehrenmal Marienfeld

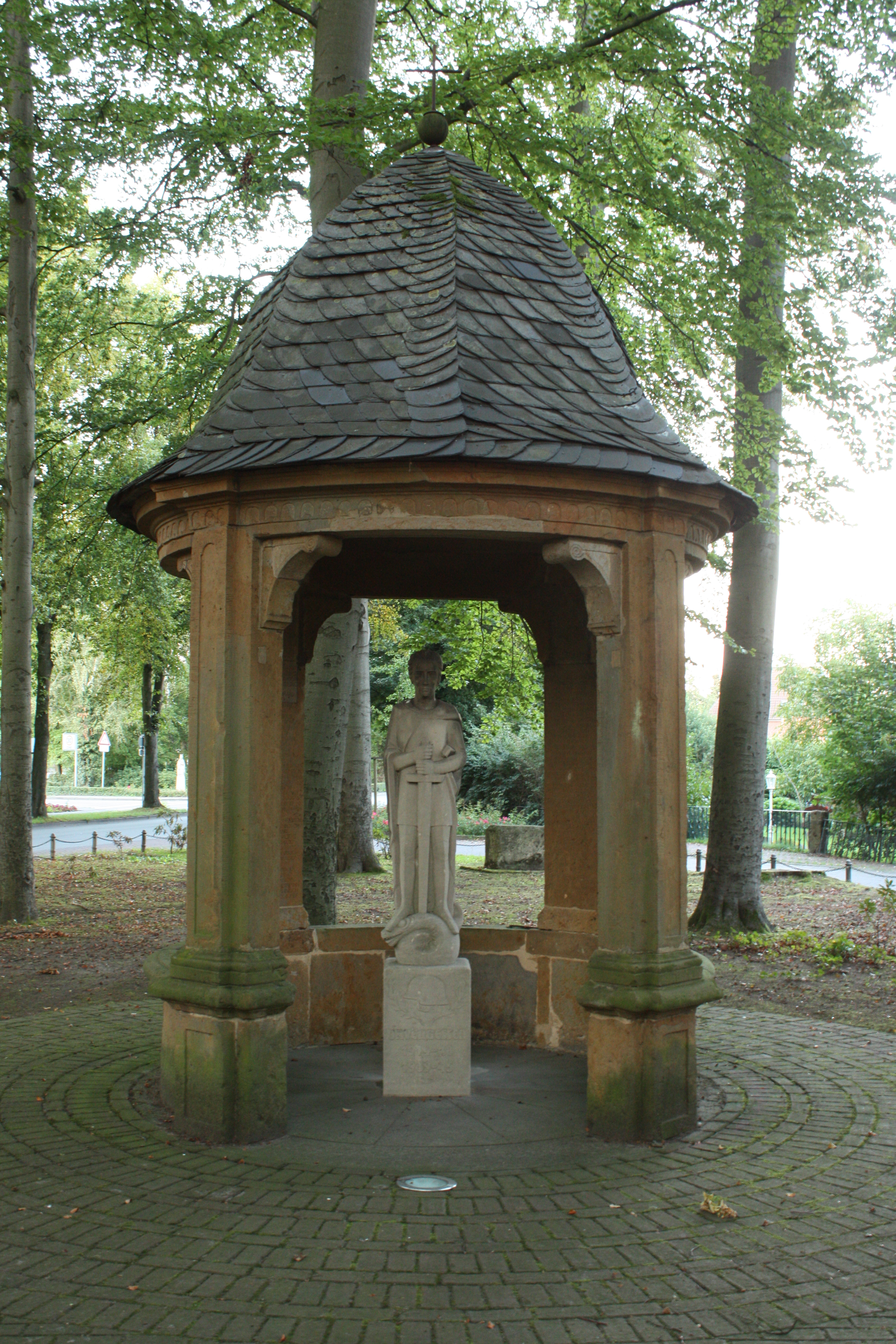
Das Ehrenmal in Marienfeld

Das Ehrenmal Marienfeld ist ein Kriegerdenkmal für die Gefallenen und Vermissten der beiden Weltkriege im Harsewinkeler Ortsteil Marienfeld im Kreis Gütersloh, Nordrhein-Westfalen. Das ehemalige Brunnenhäuschen des Klosters Marienfeld aus dem frühen 18. Jahrhundert wurde auf Initiative des örtlichen Heimatvereins zu Beginn der 1950er Jahre an seinen heutigen Standort vor der Pforte der ehemaligen Klosteranlage versetzt. Darin stand eine 1954 von einem Schüler Kurt Schwipperts geschaffene Georgsfigur, die der Marienfelder Bevölkerung nicht gefiel und zu Protesten führte. Deshalb schuf Hubert Hartmann ein Jahr später eine weitere Figur, so dass das Ehrenmal am 16. November 1955 eingeweiht werden konnte. Jährlich zum Volkstrauertag und zum Heimat- und Schützenfest gedenkt der Heimatverein Marienfeld der Gefallenen bei einer Kranzniederlegung.

## Beschreibung
Das Ehrenmal steht mittig auf einem von Buchen bewachsenen dreieckigen Platz südlich der Klosterstraße in Marienfeld unmittelbar vor der Pforte des ehemaligen Klosters Marienfeld. Der mit Rhododendren und Bodendeckern bepflanzte Platz wird im Volksmund Kirmeswäldchen genannt und ist von einer niedrigen Eisenkette umgeben.
Das kreisrunde ehemalige Brunnenhäuschen misst knapp 2,5 Meter im Durchmesser und ist aus Baumberger Sandstein gefertigt. Der 60 Zentimeter hohe Sockel mit umlaufender Rundwulst umschließt drei Viertel der Innenfläche. Darüber erheben sich vier Pfeiler mit profilierter Basis und volutenförmigen Konsolen zu den weiten Öffnungen. An den Innenseiten sind vier Tafeln aus demselben Stein eingearbeitet, welche die Namen der gefallenen oder vermissten Marienfelder Bürger tragen. Die Vereinsführung entschied sich dafür, auch die Angehörigen der nach Marienfeld Vertriebenen aufzunehmen, so dass 159 Namen – 41 des Ersten und 118 des Zweiten Weltkriegs – eingemeißelt sind. Oberhalb der Pfeiler ruht das umlaufende Gesims mit einem Rundbogenfries und profiliertem Abschluss. Die achtteilige glockenförmige Haube ist mit Schiefer gedeckt und wird von einer Weltkugel mit aufgesetztem lateinischen Kreuz bekrönt.
Im Zentrum des Gebäudes steht auf einem Sockel die Figur des heiligen Georg aus Thüster Kalksandstein. Der quaderförmige Sockel hat eine Grundfläche von 40 Zentimeter mal 45 Zentimeter und ist 65 Zentimeter hoch. Auf der Vorderseite ist die Darstellung eines linksgewendeten Stahlhelms eingearbeitet, der beidseitig von Zweigen mit je sieben Blättern begleitet wird. Darunter steht in Majuskeln UNVERGESSEN sowie die Datierungen 1914–18 und 1939–45. Die Darstellung des Heiligen misst 1,6 Meter in der Höhe. Auf einem nach rechts schauenden Drachen steht der mit einem Waffenrock und Handschuhen bekleidete Georg. Sein Soldatenumhang wird auf der Brust mit einer Schließe zusammengehalten; zu seiner Linken ist er zurückgezogen und unter den Arm geklemmt. Er umgreift mit beiden Händen ein zweischneidiges Schwert und ersticht damit das Wesen zu seinen Füßen.
Im Vergleich haben der Marktbrunnen in Mainz von 1526 und der Neptunsbrunnen im Schloss Merseburg von 1605 einen dreieckigen Aufbau und beide sind als Ziehbrunnen konstruiert. In Frenswegen existieren zwei Brunnenhäuser der Renaissance, die, wie das Marienfelder, einen Aufbau mit vier Pfeilern aufweisen. Wie die ersten beiden Beispiele sind die Frenswegener Brunnen ebenfalls Ziehbrunnen. Der Brunnen im Schlosshof von Burgsteinfurt wurde 1727 in barocken Formen auf quadratischem Grundriss mit vier Säulen geschaffen; die Pumpe wurde später in das Gehäuse eingebaut. Das Brunnenhaus im Falkenhof in Rheine besteht ebenfalls aus vier Stützen, die das Dach oberhalb des kreisrunden Brunnentrogs tragen.

## Geschichte

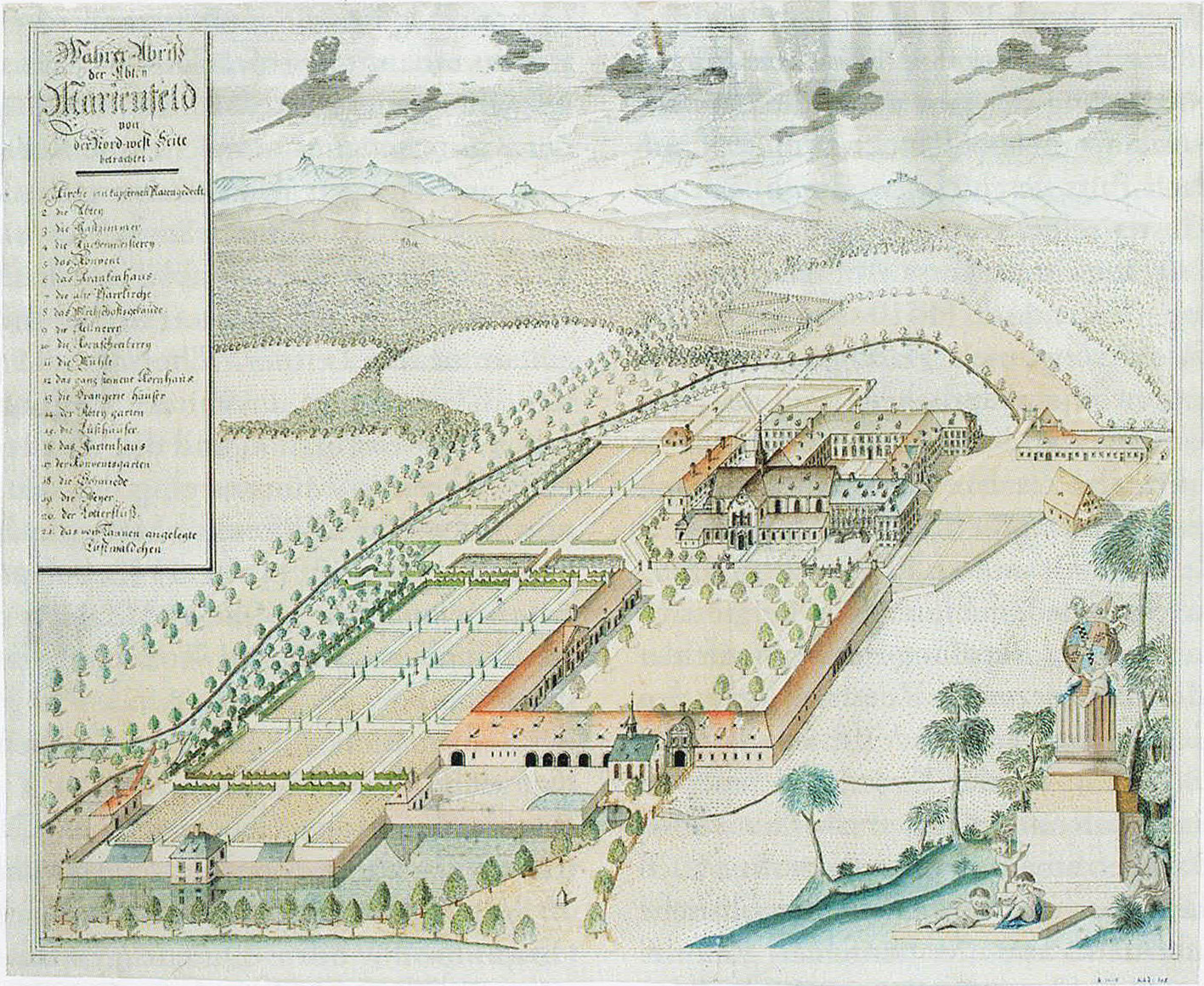
Anlage des Klosters 1802 ohne Darstellung des Brunnenhäuschens

Nach dem Neubau der Abtei des Klosters Marienfeld von 1699 bis 1702 entstand in dessen Vorhof (⊙) im frühen 18. Jahrhundert ein Brunnenhäuschen aus Baumberger Sandstein. Initiator war vermutlich der Abt Bernardus Cuelmann. Hagels vermutet den Gildehäuser Meister Lübbert Hagen als Schöpfer des Bauwerks. Hagen schuf als leitender Architekt nach 1710 zudem den Neubau des Konventsgebäudes in Marienfeld. Nach der Auflösung des Klosters 1803 wurden etliche Besitztümer veräußert, darunter das Brunnenhäuschen. An der Kreuzung der heutigen Bundesstraße 513 und der Straße nach Herzebrock (⊙) bekam es eine neue Funktion als Wegekapelle und Statio der örtlichen Fronleichnamsprozession. Drei der offenen Flächen zwischen den Pfeilern waren vermauert und im Inneren befand sich auf einem Altar ein Kreuz, welches mit Omnia ad maiorem Dei Gloriam („Alles zur höheren Ehre Gottes“), dem Wahlspruch der Jesuiten, unterschrieben war.

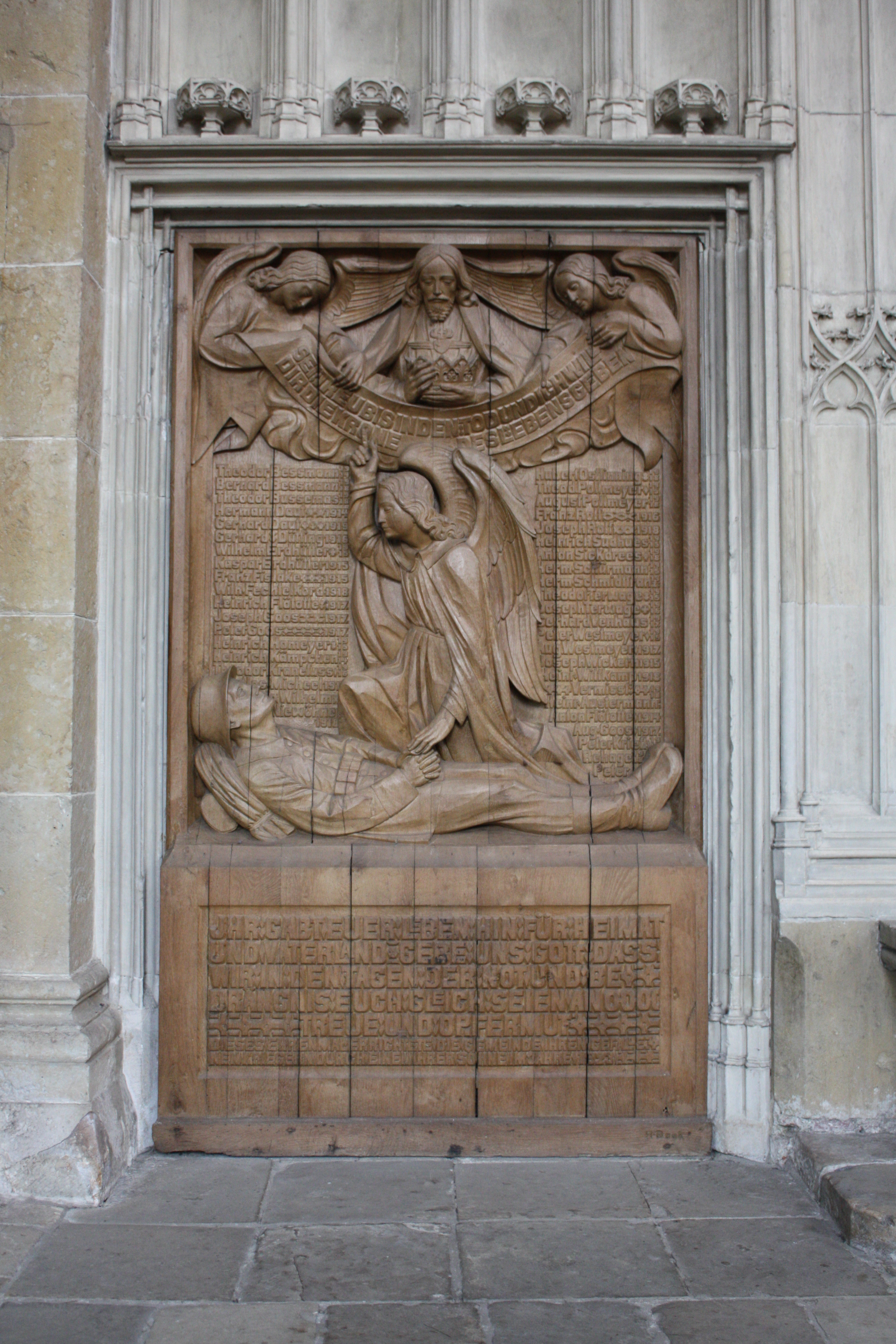
Gedenktafel für die Gefallenen des Ersten Weltkrieges von Heinrich Baak, 1923

Als Kriegerdenkmal für die Gefallenen des Ersten Weltkriegs wurde 1923 in der ehemaligen Klosterkirche und heutigen Pfarrkirche eine Gedenktafel aufgestellt. Das von Heinrich Baak geschaffene hölzerne Relief zeigt einen aufgebahrten oder sterbenden Soldaten, an dessen Seite ein Engel kniet. Links und rechts sind die Namen der Gefallenen und Vermissten Marienfelder eingearbeitet. Die Tafel ist im nördlichen Querhaus in die spätgotische Chorschranke eingelassen.

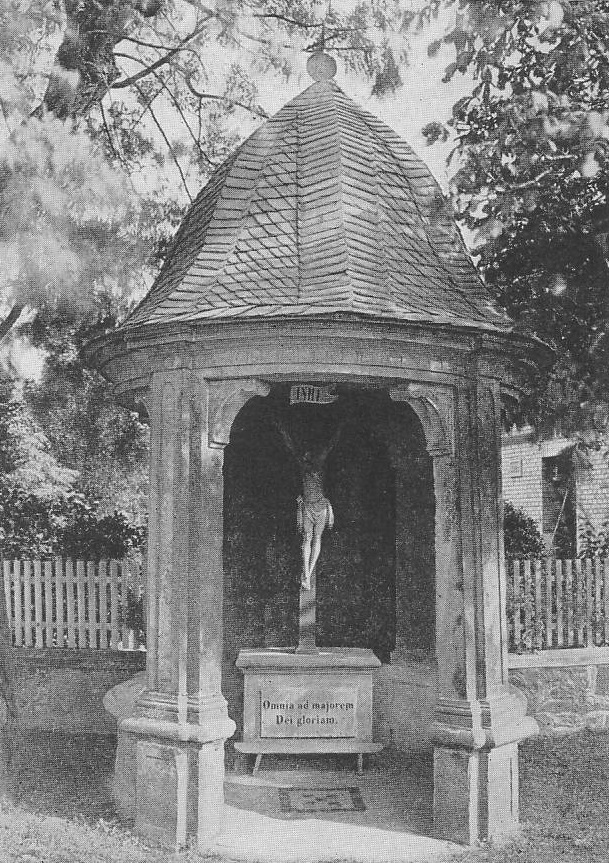
Das Brunnenhäuschen als Feldkapelle an der heutigen B 513, aufgenommen 1927

1952 sollte die Bundesstraße 513 verbreitert werden, weshalb die Kapelle weichen musste. Auf seiner Generalversammlung beschloss der örtliche Heimatverein, die Kapelle zu übernehmen und als neues Kriegerdenkmal im Ortskern wiederzuerrichten. Die Besitzerin und gleichzeitig zweite Vorsitzende des Vereins, Maria Meier Viehmeyer, schenkte das Gebäude mit der Bedingung, es als Kriegerdenkmal zu verwenden. Der Freiherr von Korff übereignete das so genannte Kirmeswäldchen vor der Pforte des Klosters am 19. Dezember 1952 der damals politisch eigenständigen Gemeinde Marienfeld ausdrücklich zur Errichtung des Mahnmals für die Gefallenen. Der Baumbestand des Grundstücks wurde für 1.500 DM erworben.
Der Verein wollte auf Ehrentafeln nicht nur der aus Marienfeld stammenden Gefallenen und Vermissten der beiden Weltkriege gedenken, sondern auch der den Vertriebenen angehörigen Soldaten. Neben einer öffentlichen Bekanntmachung wurde der Ort in Bezirke eingeteilt, für die Personen sich um die Richtigkeit und Vollständigkeit der Listen kümmerten. Bis Ende September 1952 wurden 39 Gefallene des Ersten und 73 Gefallene des Zweiten Weltkrieges namentlich bekannt und die Aufstellung der Bildhauerei Franz Rüther in Münster übersandt. Rüther gab am 13. Januar 1953 sein endgültiges Angebot für die Umsetzung der Kapelle über 2.889 DM und Neuschaffung der Gedenktafeln an den Innenseiten der Pfeiler über 1.989 DM ab und erhielt den Zuschlag. Die Gesamtkosten beliefen sich einschließlich des noch zu sanierenden Daches auf 7.239 DM. Das Landesstraßenbauamt gewährte einen Zuschuss in Höhe von 1.500 DM und der Landeskonservator Wilhelm Rave einen in Höhe von 1.000 DM. Laut Spendenliste trug die Marienfelder Bevölkerung 4.938,50 DM für das Vorhaben zusammen.
Zur Gestaltung des Innenraums wurde im Herbst 1952 eine Anna-Figur des Klosters in Betracht gezogen, die beim Brand der Wirtschaftsgebäude 1915 nach Schloss Harkotten gerettet wurde. Die Figur – wohl eine Arbeit eines nicht näher benannten Gröningers – stand ehemals im Giebel eines Wirtschaftsgebäudes, welches zum Besitz des Bewohners von Schloss Harkotten, des Freiherrn von Korff, zählte. Der Heimatverein benannte den Wiedenbrücker Restaurator Julius Moormann für die Reparatur der leicht beschädigten Figur. Auf Anfrage an den Landeskonservator Theodor Rensing, ob die Figur verwendet werden könne, antwortete dieser, dass der Bildhauer Kurt Schwippert mit seiner Klasse der Werkkunstschule Münster beauftragt worden sei, etwa zehn bis zwölf Entwürfe einer Statue anzufertigen. Am 21. Juni 1954 erhielt Schwipperts Schule den Auftrag, eine Georgsfigur aus Ibbenbürener Sandstein nach einem der Modelle zu schaffen. Die Kosten wurden auf 2.500 DM kalkuliert. Am 12. Oktober 1954 teilte Schwippert dem Verein mit, dass die Skulptur fertiggestellt sei. Am 26. Oktober wurde sie nach Marienfeld transportiert und aufgestellt. Die einzige Abbildung in der Glocke zeigt eine klassische Darstellung des heiligen Georg mit einer Lanze in moderner Formensprache.

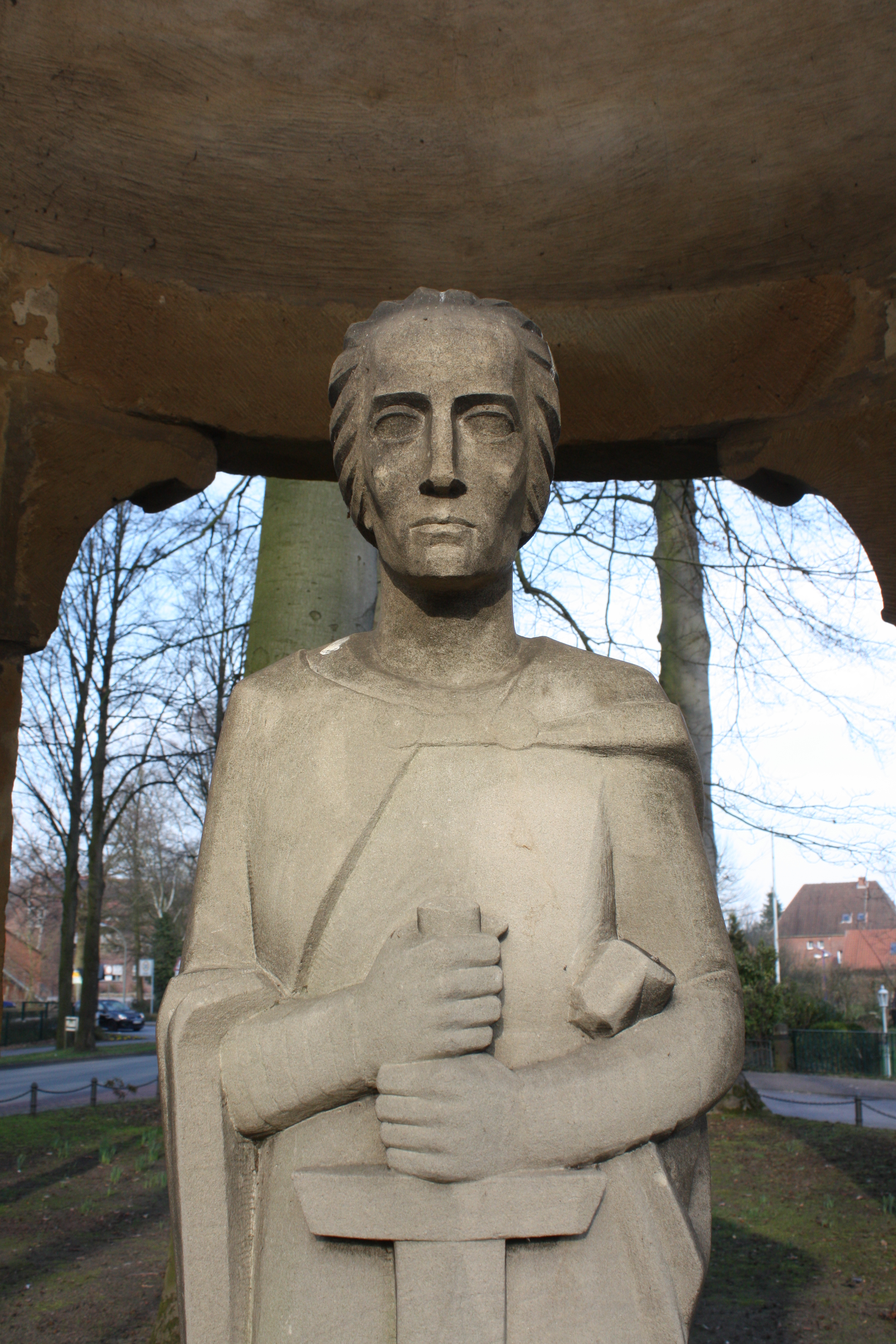
Detail der St.-Georg-Figur von Hubert Hartmann

Noch vor der Einweihung des Ehrenmals am Buß- und Bettag 1954 berief der Heimatverein eine außerordentliche Generalversammlung ein, da sich in der Bevölkerung Proteste gegen das Aufstellen dieser Figur erhoben. Die 150 anwesenden Mitglieder befanden die Figur fehl am Platze. So teilte der Vereinsvorsitzende Anton Bussemas dem Landeskonservator Rensing die Ablehnung der Bevölkerung mit. Im Jahresbericht an den Kreisheimatpfleger des Kreises Warendorf monierte der Vorsitzende: Leider paßte sich diese supermoderne Ausführung nicht dem Rahmen, dem alten Brunnenhäuschen des Klosters Marienfeld, an. Insbesondere schien der farbliche Gegensatz der verwendeten Steinarten von Figur und Gehäuse nicht zu gefallen. Schließlich baute der Verein die Figur ab und stellte sie im Kreuzgang des Klosters unter, da die Gefahr [bestand], daß die Figur an ihrem Standort durch radikale Kräfte beschädigt oder zerschlagen würde. Das Gefallenengedenken fand 1954 deshalb nach dem alten Ablauf auf dem Klosterhof statt und endete mit der Kranzniederlegung an der Gedenktafel in der Abteikirche.
Im Juli 1955 wurde Hubert Hartmann beauftragt, einen neuen Entwurf für eine Georgsstatue zu liefern. Dem kam er nach und bot eine Figur aus Thüster Kalksandstein für ebenfalls 2.500 DM an. Er erhielt am 18. Juli den Auftrag und die Figur konnte im Oktober 1955 im Brunnenhaus aufgestellt und das Ehrenmal am Buß- und Bettag 16. November 1955 eingeweiht werden. Dabei hatte die neugegründete Ehrengarde Marienfeld ihren ersten offiziellen Auftritt.
Die erste Figur wollte Schwippert nicht zurücknehmen, da in seinen Augen alles regulär verlaufen sei. Ein Dorf im Westmünsterland hatte wohl vages Interesse, die Georgsfigur zu erwerben. Die Figur wurde 1958 für 1.000 DM veräußert – wohin ist nicht bekannt.
Die Stadt Harsewinkel trug das Brunnenhäuschen als Teil der ehemaligen Klosteranlage am 1. Februar 1991 unter der Nummer 28 in ihre Denkmalliste ein. Mit der Anmerkung Die St.-Georgs-Figur aus Ibbenbürener Sandstein ist von 1955 und nicht denkmalwert. ist die eingestellte Figur davon ausgenommen.
Im Frühjahr 2001 wurde der Platz um das Ehrenmal neu gestaltet. So haben Ehrenamtliche Sträucher angepflanzt, die Zuwegung neu gepflastert und das Grundstück mit einer niedrigen Eisenkette umfasst. Die Kosten für die Bepflanzung konnten durch eine Spende der örtlichen Werbegemeinschaft in Höhe von 4.000 DM gedeckt werden; die Sanierung des Brunnenhäuschens und die Einfassung übernahm die Stadt Harsewinkel.

## Bedeutung

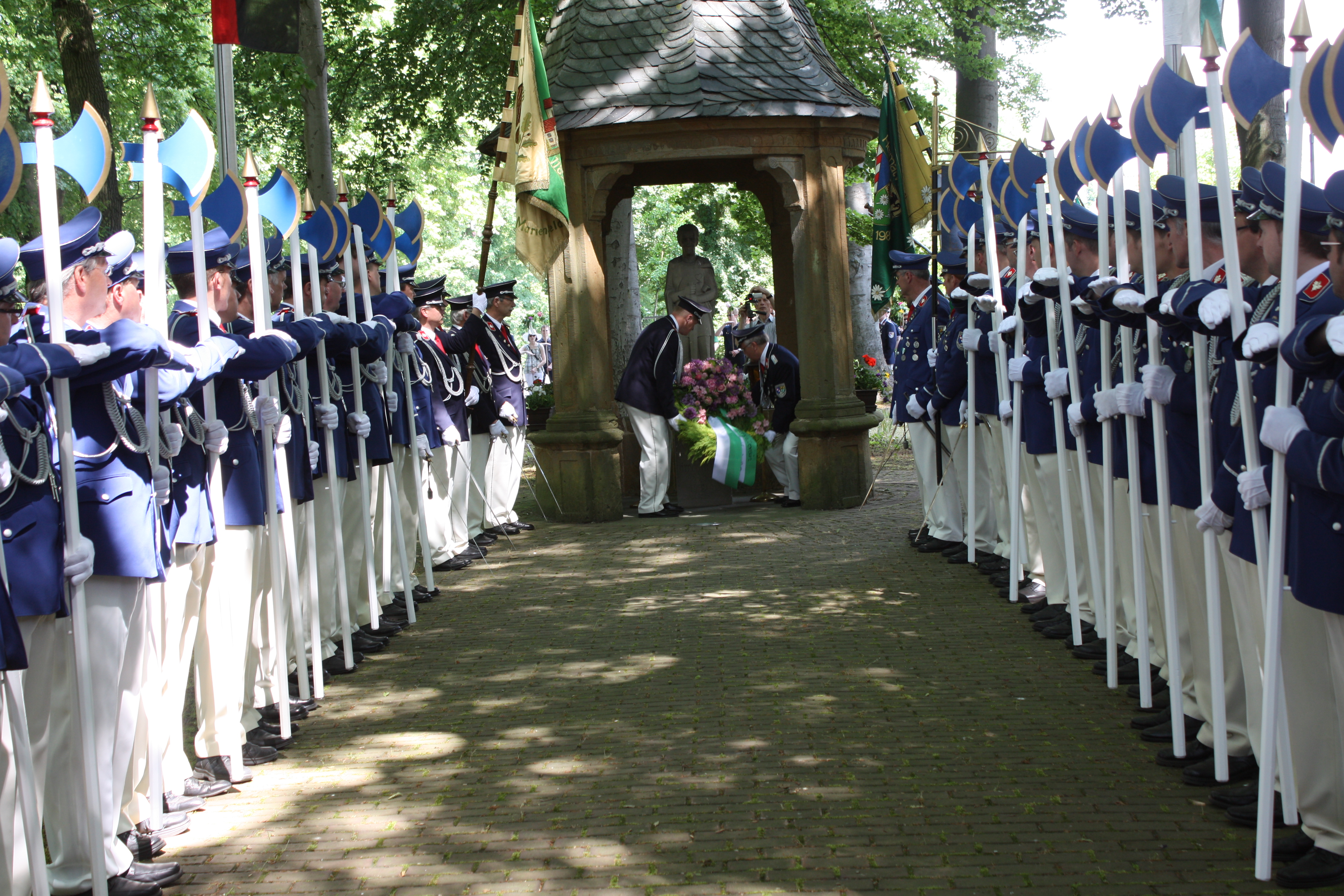
Kranzniederlegung am Ehrenmal zum Heimat- und Schützenfest 2010

Das Ehrenmal ist Mittelpunkt der jährlichen Gedenkveranstaltungen für die Gefallenen und Vermissten der beiden Weltkriege am Volkstrauertag und zum örtlichen Heimat- und Schützenfest. Am Volkstrauertag beginnt das Gedenken mit der sonntäglichen Heiligen Messe in der ehemaligen Abteikirche. Zum Schützenfest hält der Festzug nach einem Festakt auf dem Klosterhof am Ehrenmal. Nach dem Aufmarsch der Ehrenformation des örtlichen Heimatvereins, der in Marienfeld das Schützenwesen pflegt, eröffnet das Blasorchester mit einem Choral. Es folgt die Ansprache eines Redners und die Gefallenen werden verlesen. Wurden früher alle Namen verlesen, beschränkt man sich heute auf die addierten Personenzahlen der beiden Kriege. Während der Kranzniederlegung spielt das Blasorchester Der gute Kamerad. Das Gedenken schließt mit der deutschen Nationalhymne und dem Abmarsch. Auch am alten Ehrenmal in der Kirche wird an beiden Gedenktagen ein Kranz niedergelegt.